# Неборак Олександр Андрійович
Неборак Олександр Андрійович (22 лютого 1895, село Гриньки, Полтавська губернія, Російська імперія — 5 травня 1942, Харківська область, Українська РСР, СРСР) — радянський військовик українського походження, комбриг (1935).

## Біографія
Народився в селянській родині в селі Гриньки Полтавської губернії (нині Кременчуцький район Полтавської області). Пізніше перебрався на Далекий Схід. 
Учасник Першої світової війни. В російській армії дослужився до старшого унтер-офіцера. У 1917 році самовільно покинув фронт і виїхав на Алтай, вступив у РСДРП(б). 
Учасник громадянської війни в Росії — командував партизанським загоном, а потім 1-м селянським повстанським полком на Далекому Сході. 
Після громадянської війни продовжив службу в Червоній армії, закінчив Військову академію імені Фрунзе. У 1931-1934 роках — командир 53-ї стрілецької дивізії, у 1934-1936 роках — командир 1-ї колгоспної стрілецької дивізії, у 1936-1937 роках — командир 59-ї стрілецької дивізії. Із серпня 1937 року — старший викладач Військової академії імені Фрунзе. 
12 березня 1938 року заарештований органами НКВС. Перебував в ув'язненні до 1 грудня 1939 року. В 1940 році відновлений в Червоній армії та реабілітований. Тоді ж призначений старшим викладачем Академії Генерального штабу РСЧА. 

### Німецько-радянська війна
З початком німецько-радянської війни комбриг Неборак сформував і очолив 9-ту Московську дивізію народного ополчення. 
Із грудня 1941 року — командир 253-ї стрілецької дивізії. Дивізія воювала в складі 6-ї армії Південно-Західного фронту. У січні 1942 року дивізія взяла участь в Барвінковсько-Лозовській наступальній операції, під час якої зазнала великих втрат. 30 квітня 1942 року за «антирадянську агітацію та пропаганду» і конфлікт з комісаром дивізії комбриг Неборак був знятий з посади. 5 травня 1942 року він застрелився, не чекаючи арешту.

## Військові звання
- Комбриг (1935)

## Нагороди
- Медаль «XX років РСЧА»